# Pilares de Jonás

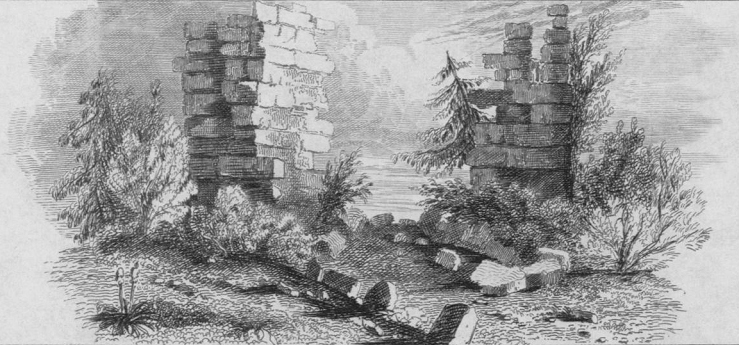
Pilares de Jonás, grabado publicado en el Journal of the Royal Geographical Society of London en 1838.

Los pilares de Jonás —del inglés «Jonas' Pillars», en turco Yunus Sütunu, que viene a significar «columna de Jonás»— es el nombre con el que se conoce a unas ruinas, consistentes en dos muros de unos 4 metros de longitud y una anchura de 6 metros, situadas al norte de la ciudad de Alejandreta, cerca de la localidad de Sarıseki, en la actual Turquía. 

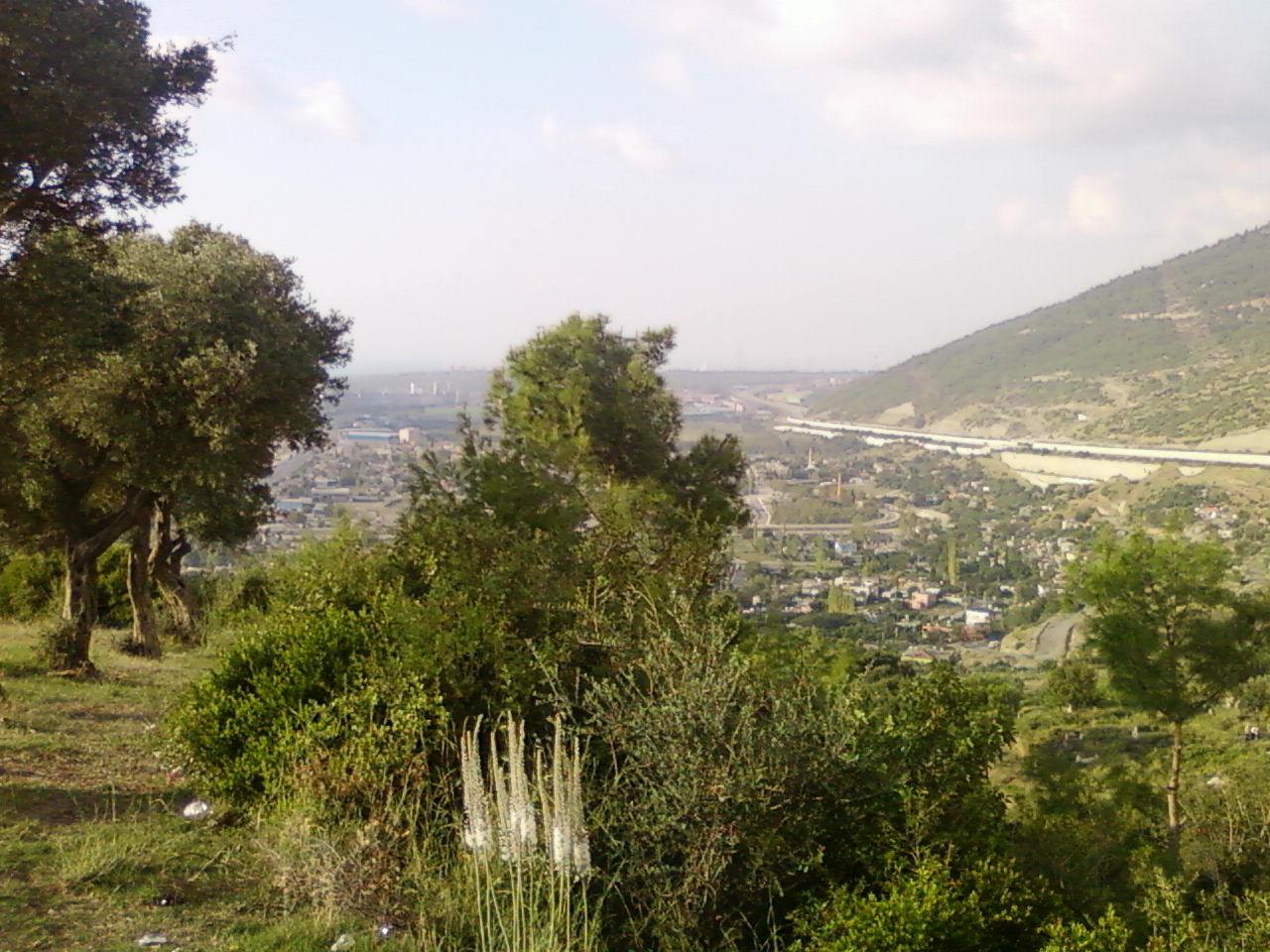
Sarıseki, Alejandreta.

Estaban construidas de bloques de mármol blanco y negro, con unas dimensiones de 61-91 × 56 × 46 cm. Se encuentran situadas junto a la bahía de Alejandreta, en una loma que desciende hacia el mar, cubierta hacia el año 1838 por maleza. Según Sinclair se localizan a unos 80 metros de la línea de costa.
Según la leyenda habría sido el lugar donde la ballena regurgitó al profeta Jonás. Richard Pococke describió el emplazamiento en 1745 como los restos de un arco triunfal de mármol gris, con la parte superior derrumbada.